# Moncho Fernández
Ramón Fernández Vidal, detto Moncho (Santiago di Compostela, 19 settembre 1969), è un allenatore di pallacanestro spagnolo.

## Palmarès
- Copa Príncipe de Asturias: 1

Obradoiro: 2011